# Felix Bick
Felix Bick (* 6. November 1992 in Villingen-Schwenningen) ist ein deutscher Eishockeytorwart, der seit Juni 2023 bei den Krefeld Pinguinen in der DEL2 unter Vertrag steht. Zuvor war Bick unter anderem für die Düsseldorfer EG in der Deutschen Eishockey Liga (DEL) aktiv und spielte bereits sechs Jahre für den EC Bad Nauheim in der DEL2.

## Karriere
Felix Bick begann seine Karriere 2006 bei den Junioren des Schwenninger ERC. Von dort führte ihn sein Weg über den EHC Freiburg und die Augsburger Jungpanther zu den DEG Youngsters, für die er ab 2009 zwischen den Pfosten stand. Seine ersten Spiele in der DEL absolvierte er in der Saison 2011/12 für die DEG Metro Stars. Im selben Jahr, war er als Förderlizenzspieler auch für die Füchse Duisburg im Einsatz. In der Saison 2013/14 wechselte Bick von Düsseldorf zum rheinischen Rivalen. In dieser Saison spielte er für die Kölner Haie und weiterhin für die Füchse Duisburg. Von Köln führte ihn der Weg zu den Krefeld Pinguinen, wo er in der Saison 2014/15 unter Vertrag stand. Auch in dieser Saison war er weiterhin in Duisburg aktiv.
Ab der Saison 2015/16 spielte Felix Bick wieder bei der Düsseldorfer EG, sowie im Rahmen einer Förderlizenz beim EC Bad Nauheim in DEL2. Im April 2017 wechselte Bick fest zum EC Bad Nauheim. Für die nachfolgende Saison 2018/19 schloss er sich dem Lokalrivalen Löwen Frankfurt an und unterschrieb dort einen Ein-Jahres-Vertrag. Am 30. November 2018 ging Bick wieder zurück zum EC Bad Nauheim. Dort verbrachte er fast fünf Jahre, ehe er zur Saison 2023/24 vom Ligakonkurrenten Krefeld Pinguine verpflichtet wurde.

## Erfolge und Auszeichnungen
- 2015 Torhüter des Jahres der Oberliga West[1]
- 2019 DEL2-Torhüter des Jahres[5]

## Karrierestatistik
Stand: Ende der Saison 2024/25
(Legende zur Torhüterstatistik: GP oder Sp = Spiele insgesamt; W oder S = Siege; L oder N = Niederlagen; T oder U oder OT = Unentschieden oder Overtime- bzw. Shootout-Niederlage; Min. = Minuten; SOG oder SaT = Schüsse aufs Tor; GA oder GT = Gegentore; SO = Shutouts; GAA oder GTS = Gegentorschnitt; Sv% oder SVS% = Fangquote; EN = Empty Net Goal; 1 Play-downs/Relegation; Kursiv: Statistik nicht vollständig)